# Julia Eriksson
Julia Hanna Josefin Eriksson, född 7 juli 1994 i Göteborg, är en svensk tidigare handbollsspelare (vänsternia).

## Spelarkarriär
Julia Eriksson började spela handboll i Kärra HF när hon var 7 år och debuterade i elitserien i den klubben. Som ungdom spelade hon i junior- och ungdomslandslag. Inför säsongen 2014/2015 värvades hon till IK Sävehof och har sedan dess utvecklats mycket. Första året i klubben kom hon på plats 40 i elitseriens skytteliga men säsongen 2015/2016 kom hon på plats fyra. Hon hade även framgångar i Champions League-spelet. I maj 2016 utsågs hon till Årets komet i svensk damhandboll och tog några dagar senare sin andra SM-titel med IK Sävehof.
Julia Eriksson har tidigare även sysslat med friidrott och har U-SM-guld i spjutkastning som främsta merit (Personligt rekord 48,22 meter). Säsongen 2016-2017 präglades av skador. I december 2016 skadade Eriksson ryggen och har sedan besvärats av diskbråck. Inför 2017-2018 år säsong återkom besvären och hon tvingades operera ryggen. Julia Eriksson blev efter tre SM-titlar i IK Sävehof 2018 proffs i danska Randers, men hon återvände 2020 till svensk handbollselit men nu till Lugi HF. I december stod det klart att hon lämnade klubben för Kastamonu i Turkiet där hon spelade under våren 2021. Hösten 2021 var det planerat att hon skulle återvända till danska Silkeborg-Voel men den 10 augusti 2021 stod det klart att hon tvingas avsluta sin handbollskarriär på grund av ryggskadan.

## Landslagsspel
Julia Eriksson har inte spelat i A-landslaget men har 22 J-landskamper med 73 mål och 27 U-landskamper med 72 mål då hon spelade för Kärra HF.